# Hopperia hexadentata
Hopperia hexadentata is een rondwormensoort uit de familie van de Comesomatidae. De wetenschappelijke naam van de soort is voor het eerst geldig gepubliceerd in 1995 door Hope & Zhang.